# بورتر بيب
بورتر بيب (بالإنجليزية: Porter Bibb)‏ هو مصرفي أمريكي، ولد في 1937 في لويفيل في الولايات المتحدة.

## وصلات خارجية
- بورتر بيب على موقع IMDb (الإنجليزية)
- بورتر بيب على موقع قاعدة بيانات الفيلم (الإنجليزية)
- بورتر بيب على موقع كينوبويسك (الروسية)